# Giacomo Barozzi da Vignola

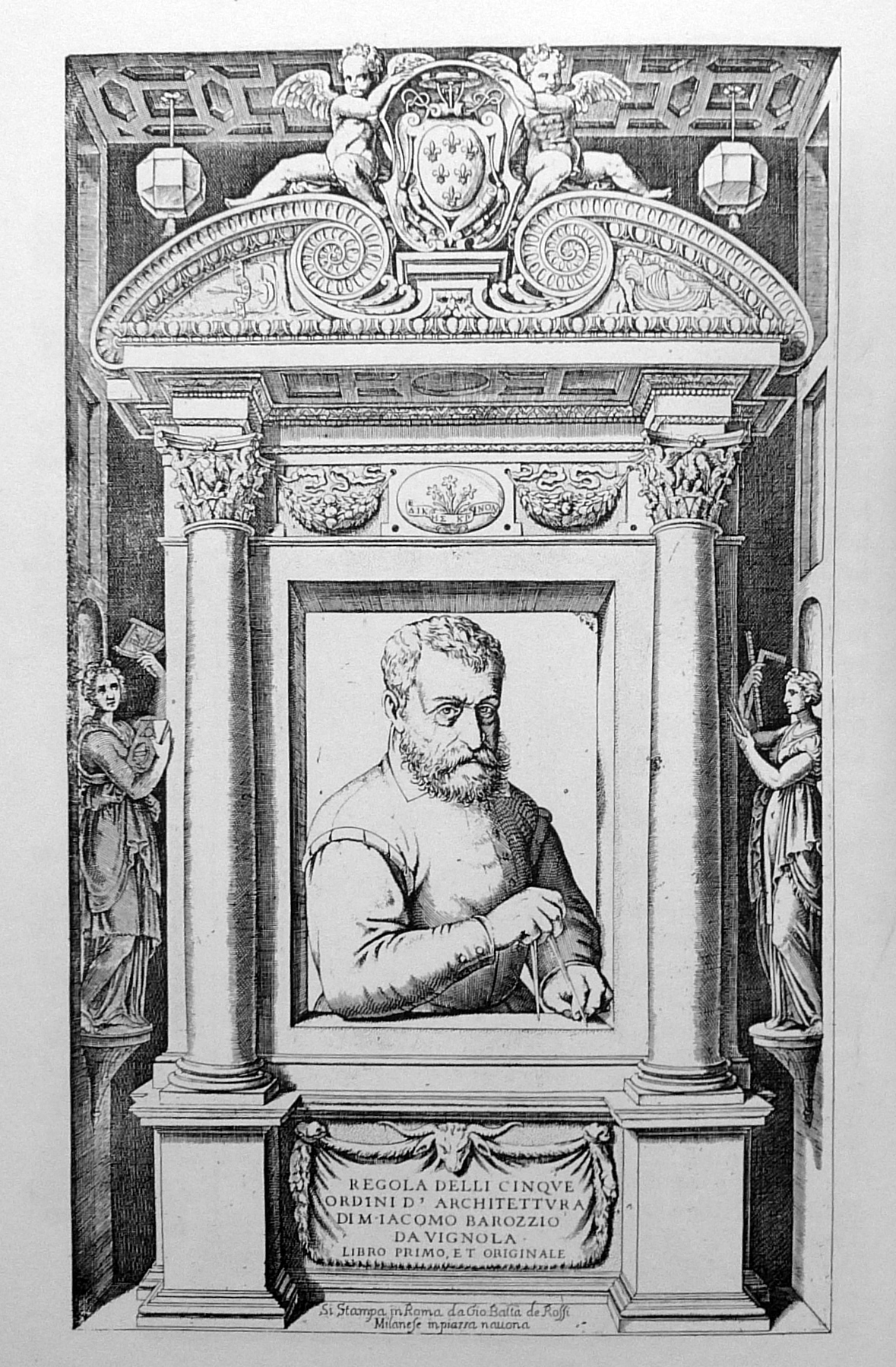
Regola delle cinque ordini… 1562, Titelblatt

Giacomo Barozzi da Vignola, auch Jacopo Barozzi da Vignola oder einfach Vignola (* 1. Oktober 1507 in Vignola bei Modena; † 7. Juli 1573 in Rom) war ein italienischer Architekt und Architekturtheoretiker des 16. Jahrhunderts. Er gilt als einer der einflussreichsten Vertreter des Manierismus und als einer der bedeutendsten Architekten Roms in seiner Zeit. Als seine zwei herausragenden Werke werden der Palazzo Farnese in Caprarola und die Jesuiten-Kirche Il Gesù in Rom angesehen.

## Leben
Aus ärmlichen Verhältnissen stammend wurde er in Bologna zum Maler ausgebildet. Schon früh zeigte er eine starke Neigung und Begabung zur perspektivischen Darstellung von Architektur, sodass seine Zeichnungen Vorlagen für dementsprechende Holzintarsienarbeiten wurden, die damals sehr in Mode waren. 1536 begab er sich nach Rom und betätigte sich dort als Bauzeichner. Dort hatte er Gelegenheit, mit Baldassare Peruzzi beim Bau des Belvedere zusammenzuarbeiten. Möglicherweise wirkte er auch ab 1538 bei den Bauarbeiten am Petersdom mit. Bald fand er in Rom eine Reihe von Gleichgesinnten, darunter Marcello Cervini degli Spannochi, nachmaliger Papst Marcello II., Bernardino Maffei und andere, mit denen er sich 1542 zur Accademia Vitruviana oder Accademia della Virtù zusammenschloss, die es sich zum Ziel setzte, die antike Architektur zu studieren und die Schriften Vitruvs neu herauszugeben. Für dieses Vorhaben fertigte Vignola maßstabsgetreue Zeichnungen antiker Bauwerke bzw. deren Ruinen an, was seinen theoretischen Kenntnissen sehr zugutekam. In Rom lernte er auch Francesco Primaticcio kennen, der zu dieser Zeit im Auftrag des französischen Königs Franz I. Modelle für Abgüsse von Skulpturen der Sammlung des Vatikans anfertigen ließ. Von April 1541 bis Dezember 1543 war er Primaticcios Assistent am Hof Franz I. und beteiligte sich an der Ausstattung von Schloss Fontainebleau, zuständig für architektonische Details in den Malereien und die Bronzeabgüsse der erwähnten Skulpturen. Danach kehrte er für einige Jahre nach Bologna zurück und arbeitete beim Bau der Kirche San Petronio mit; sein Entwurf für die Fassade des Bauwerks wurde jedoch nicht realisiert. Daneben lieferte er die Pläne für einen Kanal, der die Stadt Bologna besser an das Binnenwassernetz anschließen sollte. Die Ausführung der Arbeiten oblag aber anderen, sodass das Projekt sich für ihn finanziell nicht lohnte.
1550 siedelte er endgültig nach Rom über und stellte sich in den Dienst des neu gewählten Papstes Julius III. Sofort erhielt er den Auftrag, auf der Grundlage vorangegangener Entwürfe von Giorgio Vasari und Michelangelo Buonarotti die Villa Giulia zu errichten. Auch Sant’Andrea an der Via Flaminia, eine kleine Kirche mit ovaler Kuppel, nahe der Villa Giulia gelegen und im gleichen Jahr begonnen, ist ein bemerkenswertes Werk Vignolas. Wichtigste adlige Auftraggeber wurden für die nächsten zwei Jahrzehnte die Farnese; es entstanden unter anderen Bauwerken der Palazzo Farnese in Rom, stark von Michelangelos Renaissance-Stil beeinflusst, und der in Caprarola, der als Inbegriff manieristischer Architektur gilt. Giorgio Vasari gibt eine überaus ausführliche Beschreibung des Schlosses innerhalb der Lebensbeschreibung Vignolas.
1564 starb Michelangelo, oberster Baumeister am Petersdom. Als sein Nachfolger wurde erst Pirro Ligorio eingesetzt, doch schon nach einem Jahr folgte diesem Vignola und behielt die Stellung bis zu seinem Tod. Unter anderem führte er zwei von Michelangelo entworfene kleinere Kuppeln aus. 1568 begannen die Bauarbeiten an Vignolas Meisterwerk, der Jesuitenkirche Il Gesù all’Argentina in Rom. Sie war architektonisch ihrer Zeit voraus und wurde zum Vorbild anderer Kirchenbauten der Jesuiten in Europa und des barocken Kirchenbaus im Allgemeinen.

1573, also kurz vor seinem Tod, entwarf er mit Sant’Anna dei Palafrenieri einen einheitlichen längs-ovalen Raum, die damit ebenfalls einen Prototyp des barocken Kirchenbaus repräsentiert; die Kirche wurde allerdings erst im 18. Jhdt. fertiggestellt. 

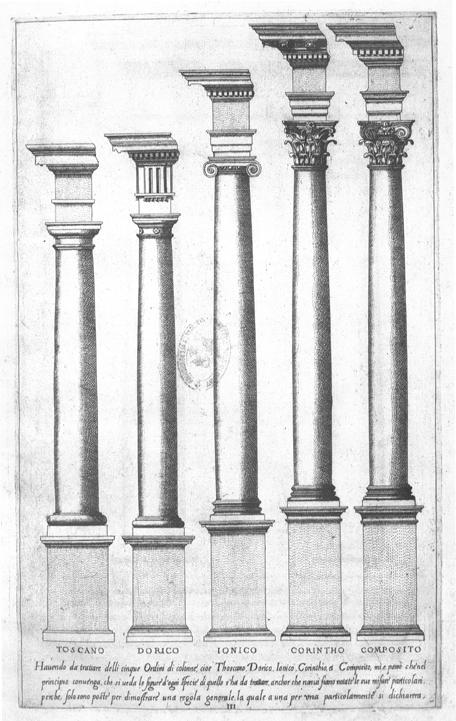
Die fünf Ordnungen, aus Vignolas Regole delle cinque ordini d'architettura

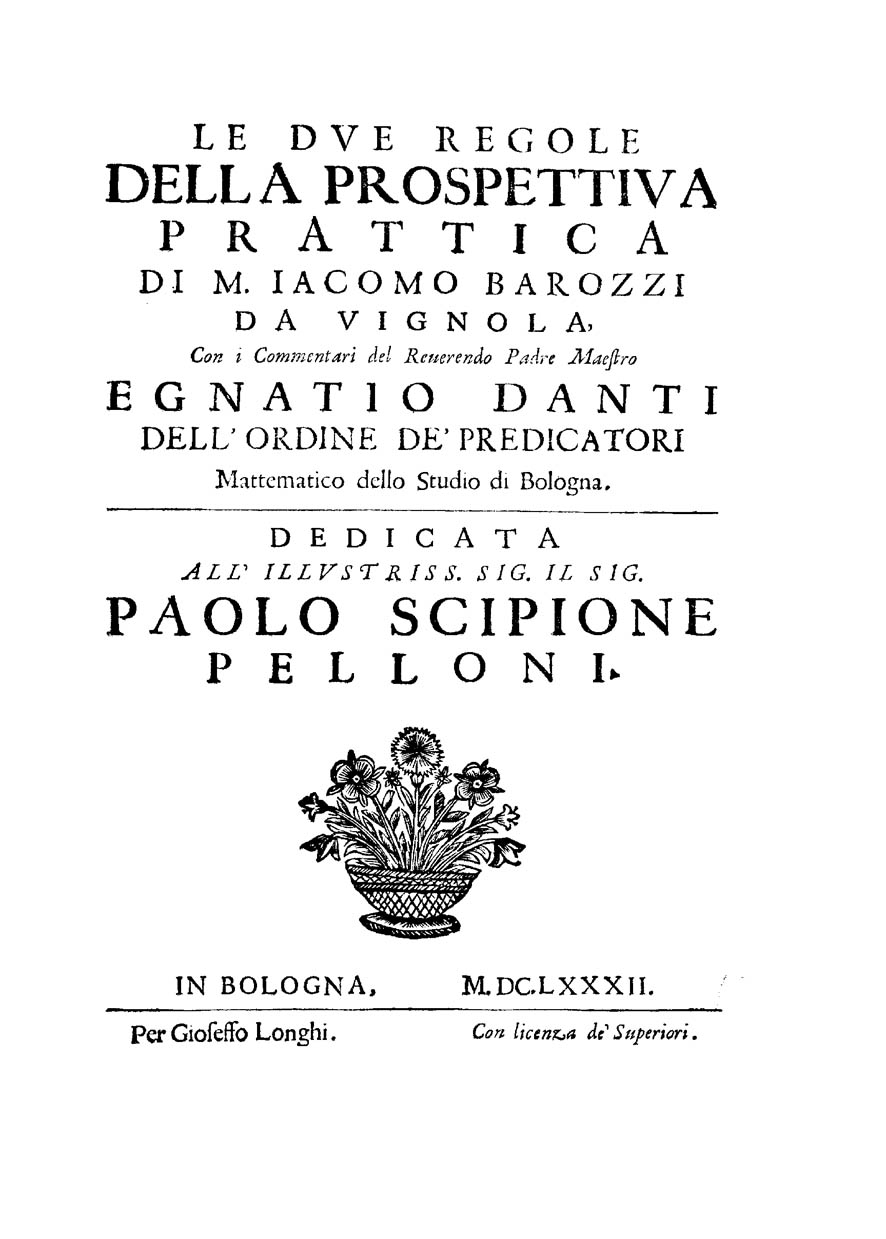
Le due regole della prospettiva prattica, 1682

Vignolas literarisches Hauptwerk bildet das architekturtheoretische Lehrbuch »Regola delle cinque ordini d'architettura« (Regeln der fünf Ordnungen der Architektur) erschienen 1562, in dem er sich darum bemühte, architektonische Gliederungselemente in einer festen Wechselbeziehung von Zahlen zu normieren; es wurde häufiger wieder aufgelegt als jedes andere Architekturbuch. Seine 1573 unvollendet hinterlassene und zehn Jahre später von Ignazio Danti postum in Bologna veröffentlichte Perspektivenlehre »Le due Regole della prospettiva pratica« (Zwei Regeln der praktischen Perspektive) enthält auch seine Biographie. Vignola präsentierte praktische Anwendungen ohne theoretische Unklarheiten, die verständlich und umsetzbar waren. Dadurch wurde er neben Sebastiano Serlio und Andrea Palladio einer der drei Autoren, die die Prinzipien der italienischen Architektur über ganz Europa verbreiteten.

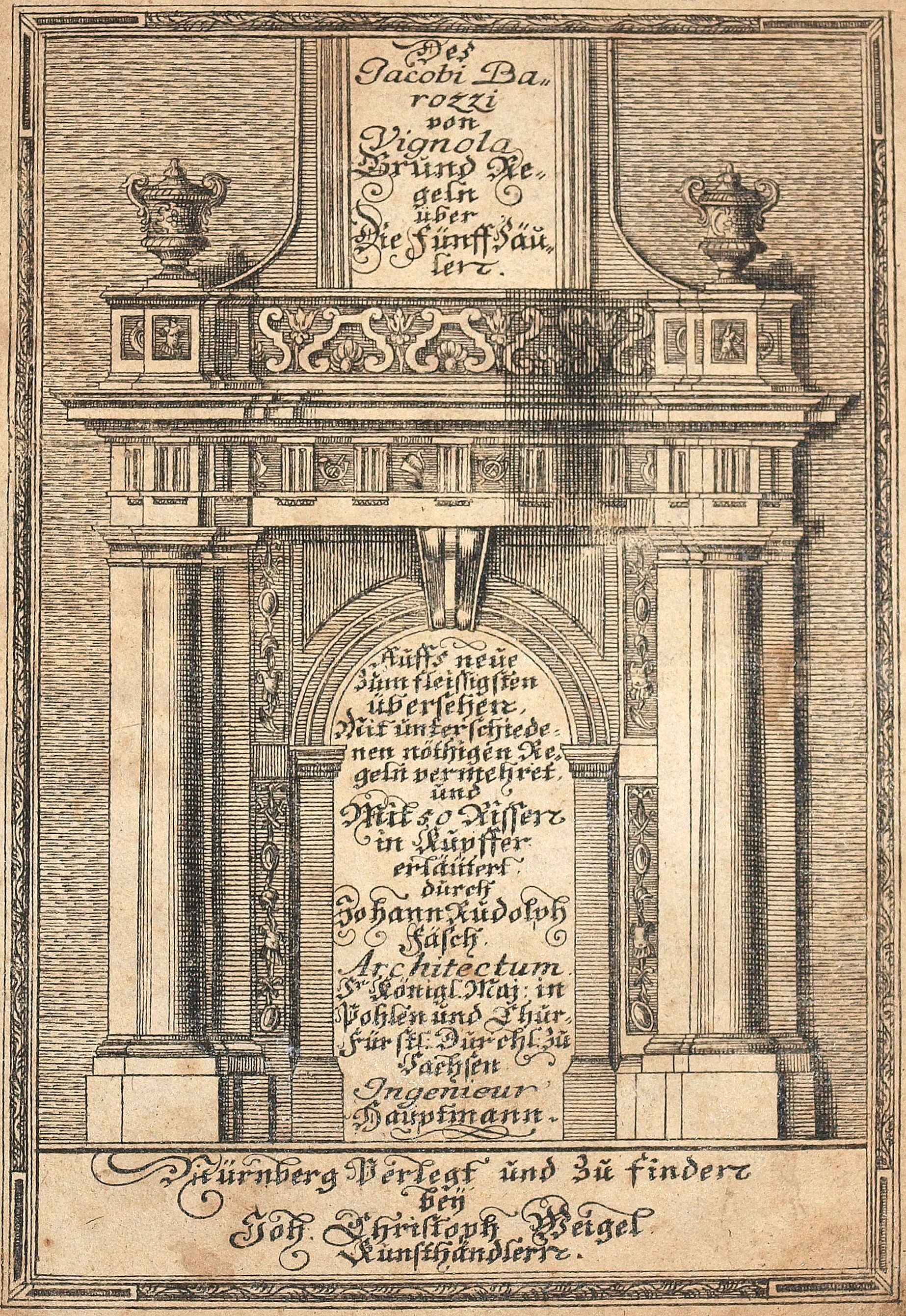
Titelkupfer von Johann Christoph Weigel aus: Vignolas Grund-Regeln über Die Fünff Säulen von Johann Rudolph Fäsch, Nürnberg um 1720

In Deutschland beeinflusste zum Beispiel ab etwa 1720 die durch den Kupferstecher Johann Christoph Weigel illustrierte und über ein Jahrhundert vielmals aufgelegte Bearbeitung seines Standardwerkes »Grund-Regeln über Die Fünff Säulen« durch den sächsischen Ingenieur und Architekten Johann Rudolph Fäsch (1680–1749) Generationen von Architekten.
Vignolas Gebeine befinden sich im Pantheon in Rom.

## Weitere Werke
- Palazzo Bocchi, Bologna (1545)

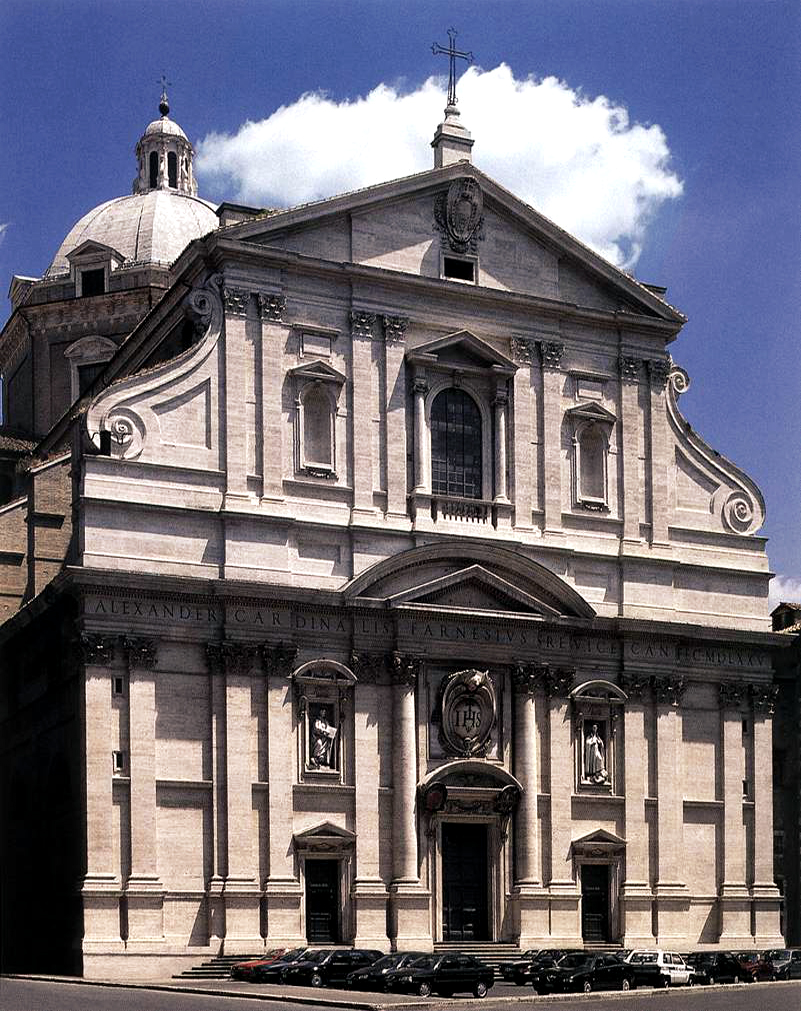
Il Gesù, Rom; Architekt Vignola, Fassade Giacomo della Porta

- Wendeltreppe im Palazzo Isolani, Bologna[9]
- Die Tribuna in San Petronio, Bologna (1547/48)
- Palazzo dei Banchi, Bologna (1565–1568)
- Villa Giulia für Papst Julius III., Rom, wo er mit Giorgio Vasari zusammenarbeitete (1550–1555)
- Palazzo Farnese, Caprarola (1559–1573)
- Fontana Papacqua, Soriano nel Cimino (1562)
- Villa Lante, Bagnaia, (ab 1566) einschließlich der Gärten, der Wasserspiele und Casini,
- Kirche Il Gesù, Rom, die Mutterkirche der Jesuiten, deren Grundstruktur für die Barockkirchen des 17. Jahrhunderts wegweisend wurde
- Kirche Sant’Andrea in Via Flaminia, Rom, der erste elliptische Sakralbau, ebenfalls eine „Signatur“ des Barock
- Arbeit an der bestehenden Basilika Santa Maria degli Angeli, Assisi.
- Palazzo Farnese (1558–1568), Piacenza, begann mit einem Projekt von Francesco Paciotto; Vignola gestaltete den Palast, der später nicht vollendet wurde, komplett neu,
- Santa Maria dell’Orto, Rom, (1576–1578), nur die Fassade ist von Vignola
- Farnesische Gärten auf dem Palatin, Rom
- Petersdom, übernahm die Rolle des obersten Baumeisters nach dem Tod von Michelangelo
- Entwurf der Kirche Sant'Anna dei Palafrenieri in Vatikanstadt (ca. 1570), mit ovaler Kuppel, die in ein Rechteck eingefügt ist, gebaut von seinem Sohn Giacinto Barozzi. Das Schema wird später von vielen Architekten des Barock aufgegriffen.
- Villa Catena, Poli (Latium), die Teile, die Vignola zuzuschreiben sind, sind nicht sicher.
- Palazzo del Seminario, Rieti, erhalten aus der Umgestaltung bereits bestehender Gebäude
- Kirche Sant'Antonio Abate, Rieti
- Kirche Santa Caterina dei Funari, Kapelle Ricci oder Ruiz, Rom
- Kirche Santa Maria in Transpontina, Rom
- Werke in San Lorenzo in Damaso und Portal der Kanzlei, Rom
- Palazzo Borghese, Rom
- Palazzo Farnese (Rom), Rom
- Palazzo del Vignola auf der Piazza Navona, Rom
- Palazzetto Spada, Rom
- Kirche San Lorenzo, Pfarrei Sant'Oreste, Rom; der Bau wurde nicht von Vignola verfolgt und spiegelt nur teilweise das ursprüngliche Projekt wider.
- Palazzo Contrari Boncompagni, Vignola. Der Bau wurde von Vignola nicht verfolgt und spiegelt nur teilweise das ursprüngliche Projekt wider.
- Palazzo Caccia Canali, Sant’Oreste sul Soratte
- Grabschrein der Kapelle Santacroce im Zentrum des mittelalterlichen Dorfes Vejano; ungewisse Zuschreibung.
- Rathaus, Velletri (mit Giacomo della Porta)
- Porta Romana, Vetralla, unsichere Zuschreibung
- Palazzo Franciosoni, Vetralla, der alten Vignolesca-Zuschreibung und -Schule
- Castello Ruspoli, Vignanello, unsichere Zuschreibung
- Porta Faulle in Viterbo
- Brunnen der Piazza della Rocca; im Auftrag der Farnese, Viterbo
- Palazzo Boncompagni, Bologna
- Tempel im Sacro Bosco, Bomarzo
- Kirche San Marco, Caprarola
- Krankenhaus von San Giovanni, Caprarola.
- Kirche der Madonna del Piano, Capranica
- Palazzo Pistolini, Collevecchio
- Tabernakel von Sant’Antonio Martire, Fara in Sabina
- Werke in der Abtei bestehend aus einem Brunnen und einer Mühle, Kloster Farfa
- Rathaus (Projekt von 1568), später umgebaut, Grotte di Castro:
- Kirche der Heiligen Giacomo und Cristoforo (1562), Isola Bisentina, erbaut von dem Schüler Antonio Garzoni aus Viggiù
- Schloss Farnese, Isola Farnese, Rom
- Palazzo Farnese (1550), Latera
- Aquädukt von Nepi
- Arbeiten im Kloster San Domenico; einschließlich hydraulischer Arbeiten, schwierig zu identifizierende Interventionen, Nepi
- Piazza Umberto I und Fontana delle Picche, Oriolo Romano
- Palazzo Altieri, Oriolo Romano
- Treppe im Palazzo Isolani, Bologna
- Palazzo Bufalini (1562), Città di Castello
- Palazzo Nobili-Tarugi, Montepulciano
- La Castellina (1554), Norcia
- Palazzo del Giardino, Parma
- Rocca di San Giorgio, San Giorgio Piacentino
- Tempel Santa Maria della Consolazione, Todi
- Porta del Popolo, Rom
- Kirche Santa Maria Scala Coeli mit Giacomo della Porta, Rom
- Päpstliche Universität Heiliger Thomas von Aquin, Rom
- Palazzo Ducale, Gallese
- Palazzo Albani, Soriano nel Cimino
- Villa Mondragone, Monte Porzio Catone
- Kirche der Madonna del Ruscello, Vallerano

## Veröffentlichungen
- Liste seiner Bücher und Übersetzungen – "Architectura", Centre d'études supérieures de la Renaissance, Tours
- Johann Rudolph Fäsch: Jakob Barozzi von Vignola bürgerliche Baukunst nach den Grundregeln der fünf Säulenordnung : mit funfzig Kupfertafeln. Adam Gottlieb Schneider und C. Weigel, Nürnberg, 1800 (Digitalisat)